# IC 2847
IC 2847 је спирална галаксија у сазвјежђу Лав која се налази на листи објеката дубоког неба у Индекс каталогу.
Деклинација објекта је + 13° 55' 46" а ректасцензија 11h 28m 3,4s. Привидна величина (магнитуда) објекта IC 2847 износи 16,2 а фотографска магнитуда 17,0.